# James G. Monahan

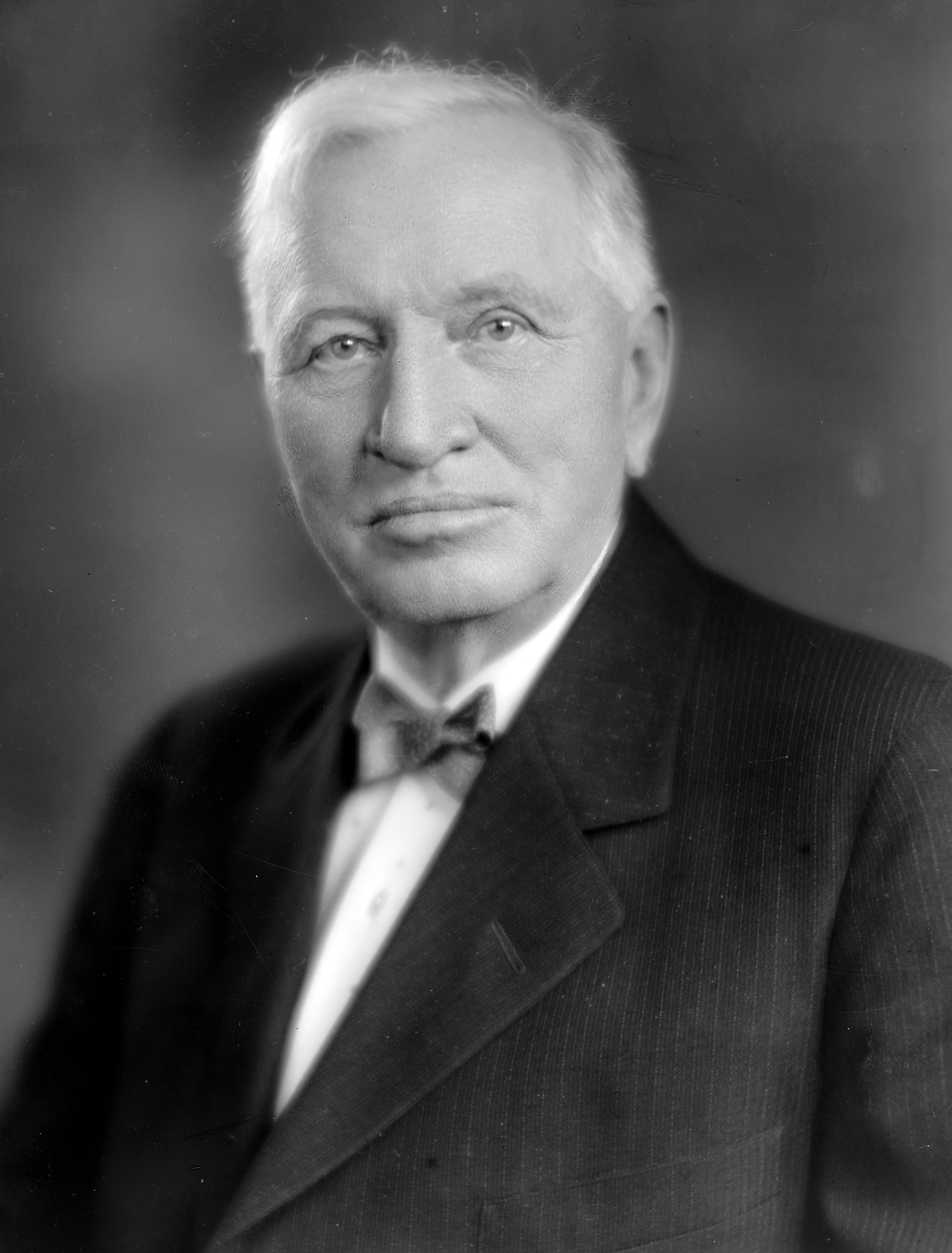
James G. Monahan

James Gideon Monahan (* 12. Januar 1855 bei Darlington, Wisconsin; † 5. Dezember 1923 in Dubuque, Iowa) war ein US-amerikanischer Politiker. Zwischen 1919 und 1921 vertrat er den Bundesstaat Wisconsin im US-Repräsentantenhaus.

## Werdegang
James Monahan besuchte die öffentlichen Schulen seiner Heimat einschließlich der Darlington High School, die er im Jahr 1875 absolvierte. Danach arbeitete er selbst für einige Zeit als Lehrer. Nach einem anschließenden Jurastudium und seiner im Jahr 1878 erfolgten Zulassung als Rechtsanwalt begann er in Mineral Point in seinem neuen Beruf zu arbeiten. Im Jahr 1880 kehrte er nach Darlington zurück. Zwischen 1880 und 1884 war er Bezirksstaatsanwalt im Lafayette County. Monahan wurde auch im Zeitungsgeschäft tätig. Von 1883 bis 1919 gab er das „Darlington Republican Journal“ heraus. Politisch war Monahan Mitglied der Republikanischen Partei. Im Jahr 1888 war er Delegierter zur Republican National Convention in Chicago, auf der Benjamin Harrison als Präsidentschaftskandidat nominiert wurde. In den Jahren 1900 bis 1908 leitete Monahan die Steuerbehörde im zweiten Finanzbezirk von Wisconsin.
Bei den Kongresswahlen des Jahres 1918
wurde er im dritten Wahlbezirk seines Staates in das US-Repräsentantenhaus in Washington, D.C. gewählt, wo er am 4. März 1919 die Nachfolge von John M. Nelson antrat. Da er im Jahr 1920 von seiner Partei nicht mehr für eine weitere Amtszeit nominiert wurde, konnte er bis zum 3. Januar 1921 nur eine Legislaturperiode im Kongress absolvieren. In dieser Zeit wurde dort der 19. Verfassungszusatz verabschiedet, durch den das Frauenwahlrecht bundesweit eingeführt wurde. Nach seinem Ausscheiden aus dem US-Repräsentantenhaus ist Monahan politisch nicht mehr in Erscheinung getreten. Er starb am 5. Dezember 1923 in Dubuque und wurde in Darlington beigesetzt.